# Parasol (skała)
Parasol – turnia w Grupie Parasola na orograficznie lewym zboczu Doliny Szklarki, w obrębie miejscowości Jerzmanowice w województwie małopolskim, w powiecie krakowskim, w gminie Jerzmanowice-Przeginia. Jest to obszar Wyżyny Olkuskiej będącej częścią Wyżyny Krakowsko-Częstochowskiej.
Parasol znajduje się na zachodnim zboczu w rzadkim, bukowym lesie. Uprawiana jest na nim wspinaczka skalna. Jest to zbudowana z twardego wapienia skalistego samotna, strzelista turnia najniżej położona wśród czterech wspinaczkowych skał Grupy Parasola. Ma wysokość 10 m, ściany pionowe lub przewieszone. Do 2020 r. wspinacze przeszli na niej tylko jedną łatwą drogę wspinaczkową (Droga wejściowa, II w skali Kurtyki), 2 spity. Są jeszcze 3 projekty.
Pozostałe skały Grupy Parasola to: Turnia nad Parasolem, Kuferek i Skarbiec. Wszystkie znajdują się w lesie.

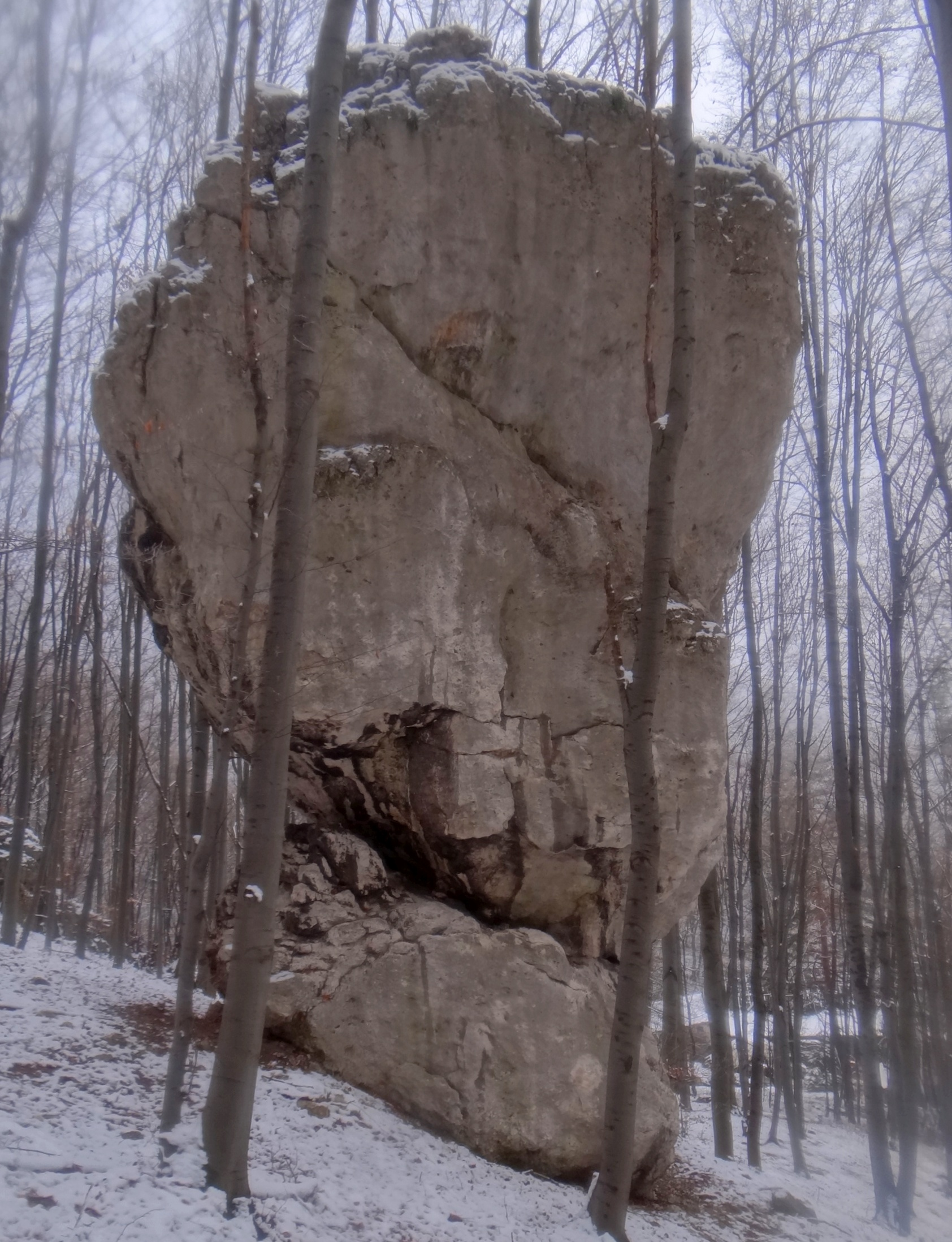
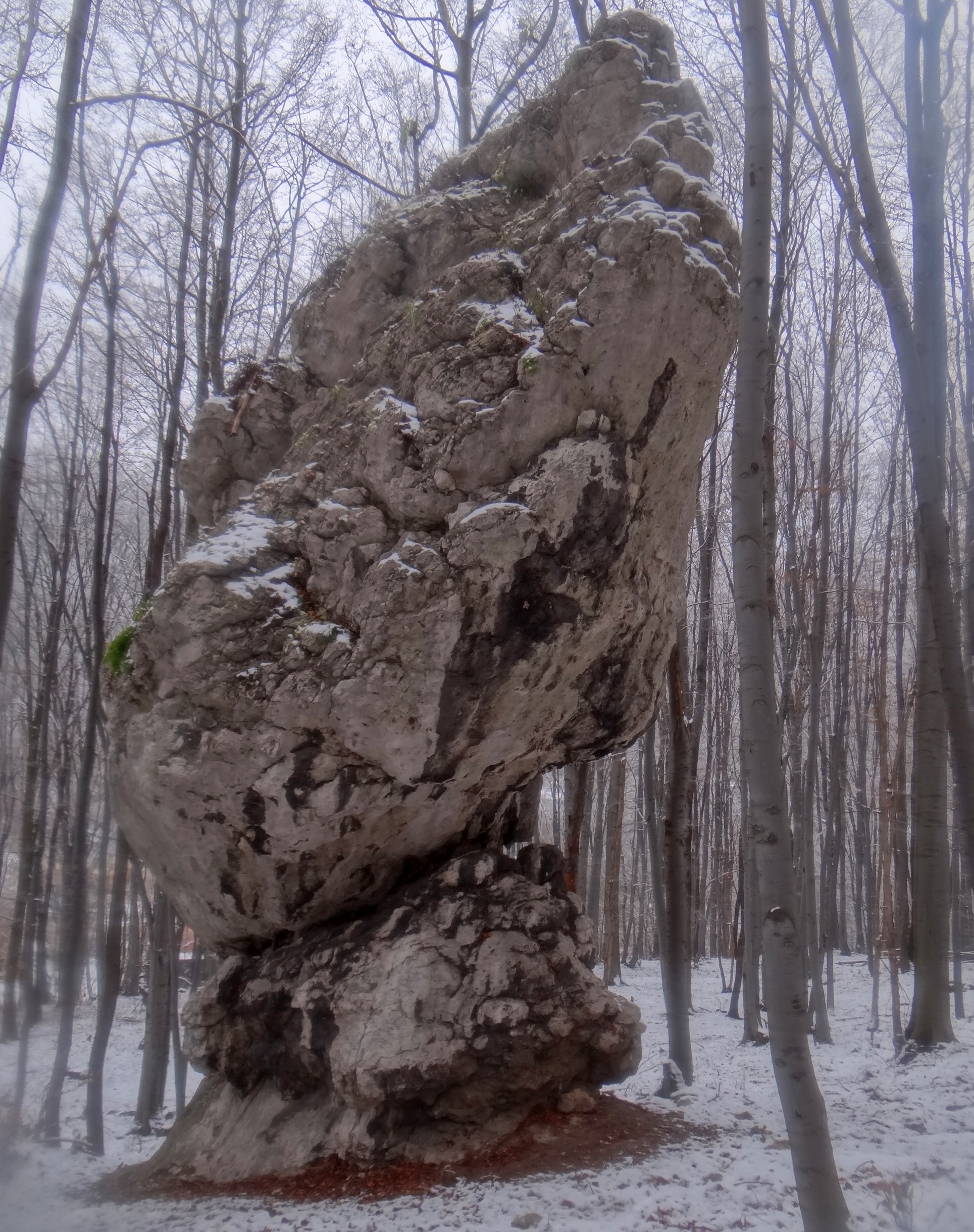
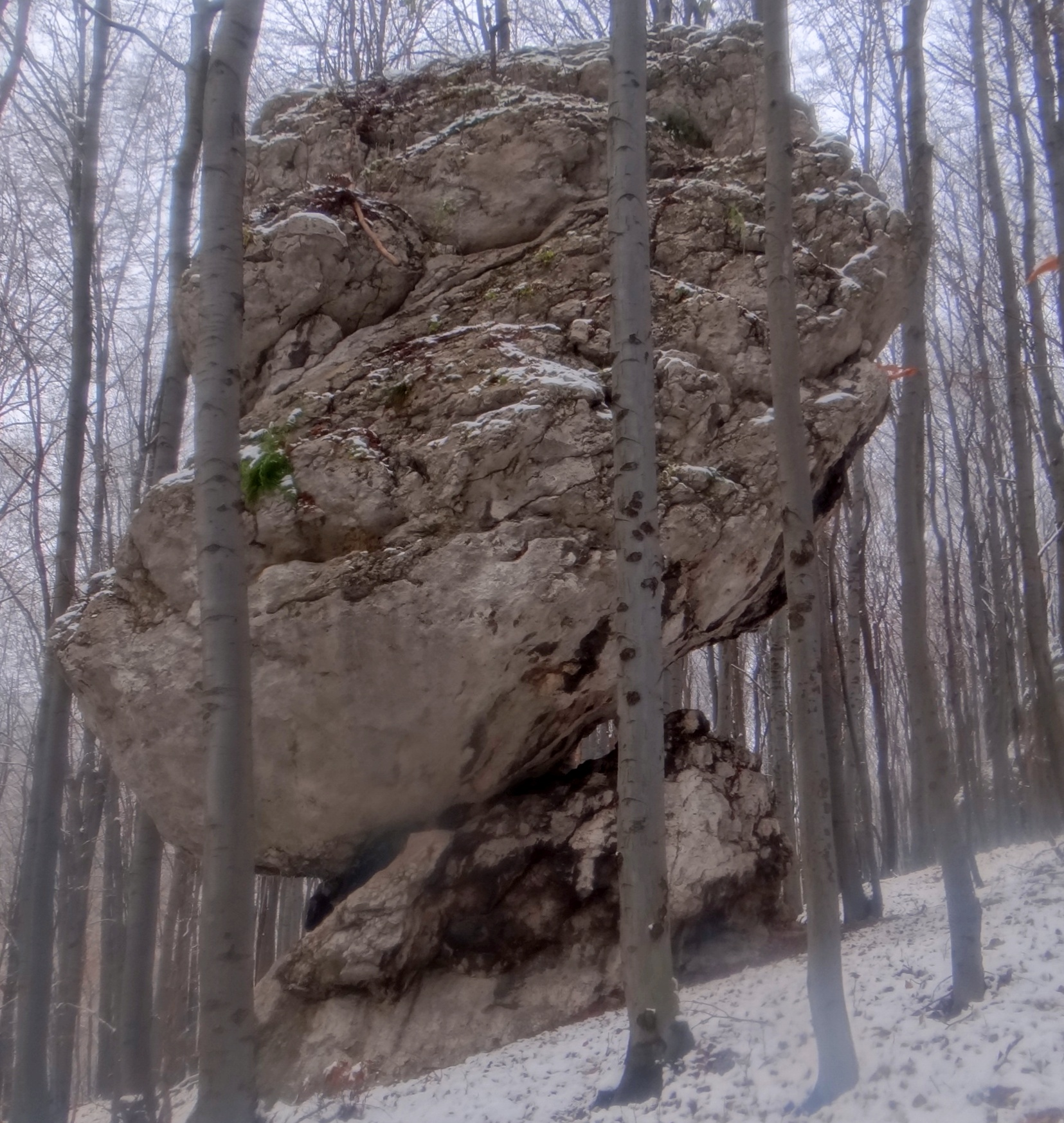
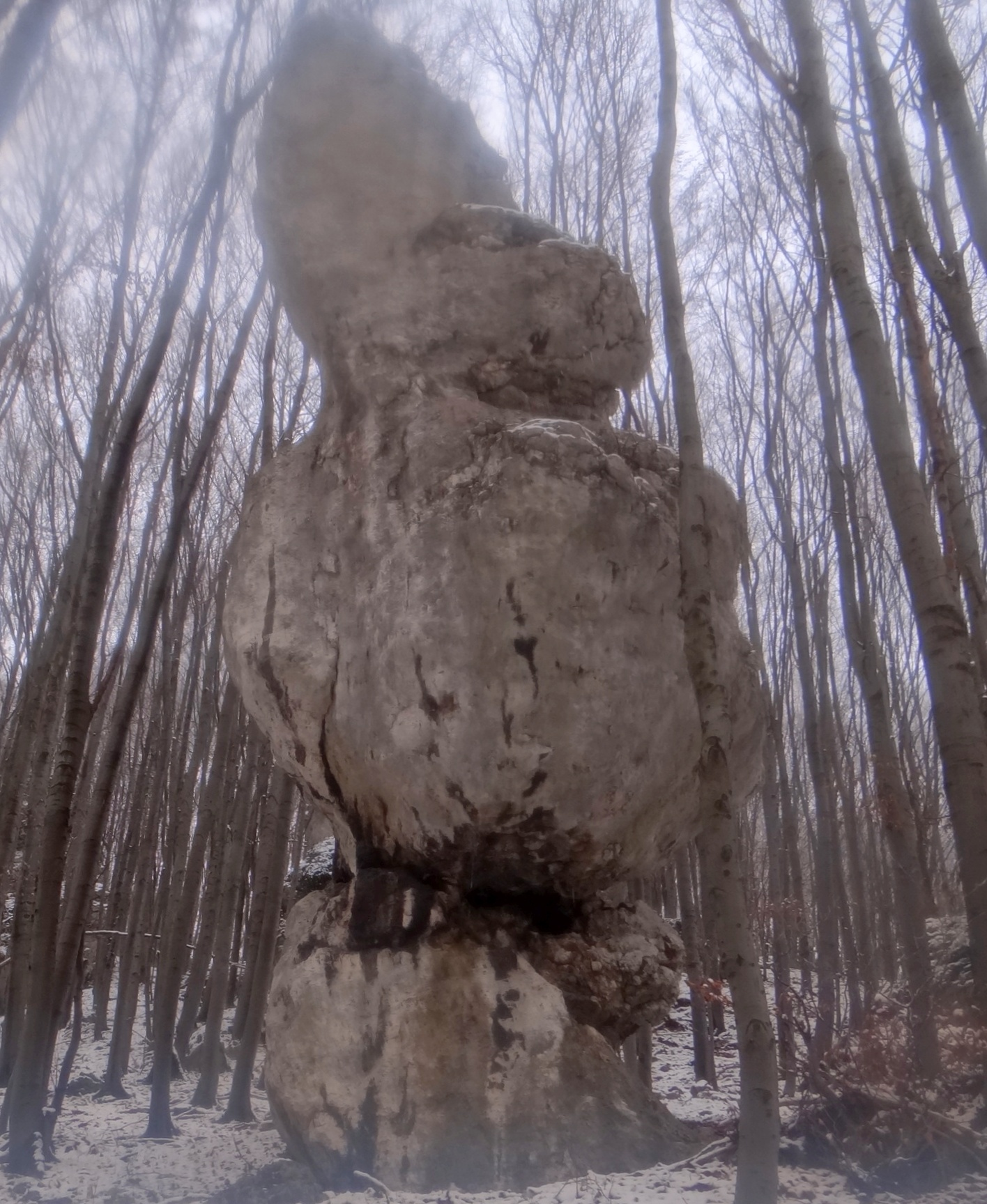
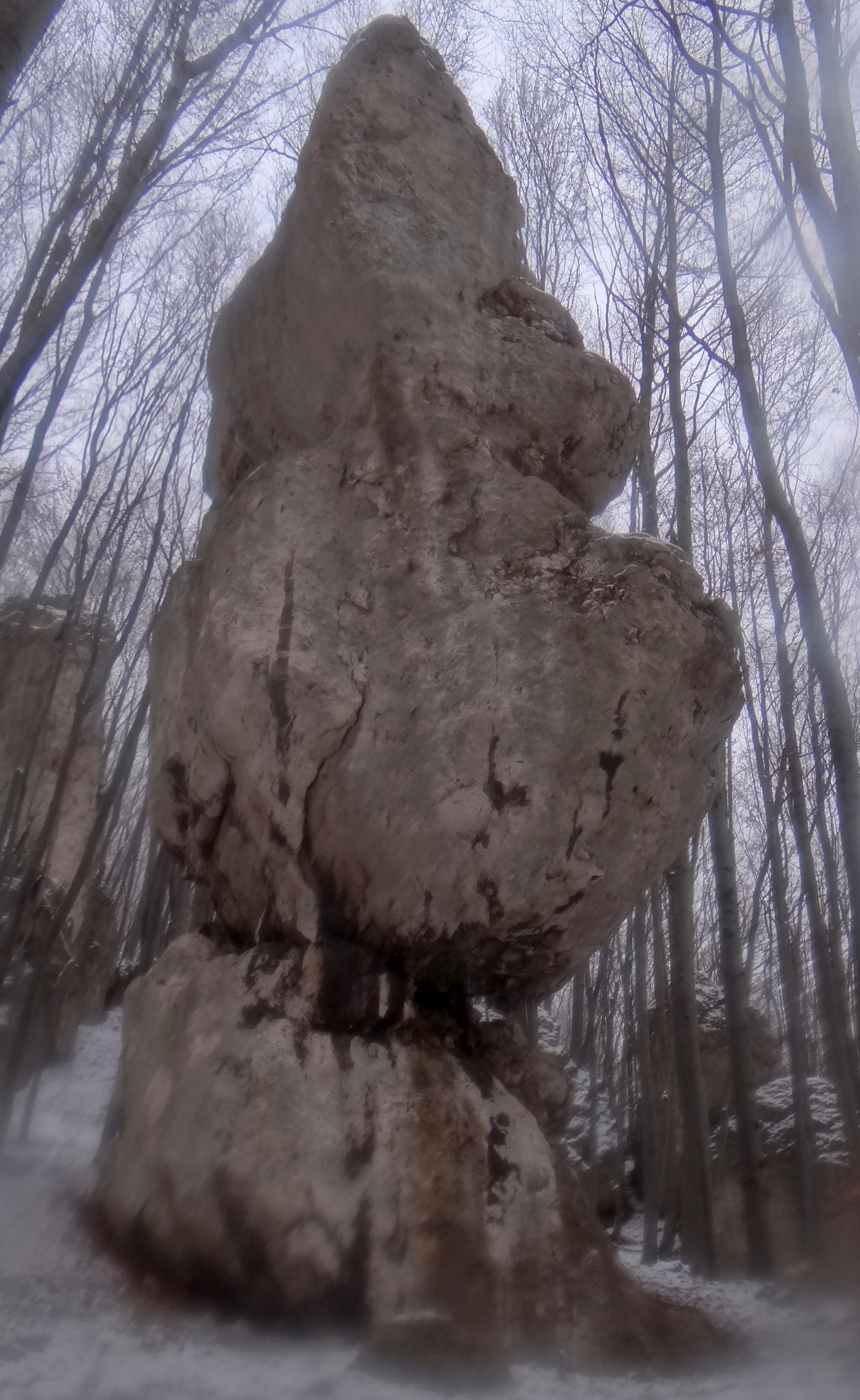